# Fask
Fask (en arabe فاصك) est une commune rurale marocaine de la province de Guelmim dans la région Guelmim-Oued Noun.
La commune est située à 25 km de Guelmim, chef-lieu de la province.

## Économie
- Barrage Fask